# Kanumarathon-Weltmeisterschaften 2005
Die 13. Kanumarathon-Weltmeisterschaften fanden am 15. und 16. Oktober 2005 im australischen Perth statt. Der austragende Verband war die ICF.
Die Länge der Strecke betrug 28,8 km.
Es wurden vier Wettbewerbe für Männer und zwei Wettbewerbe für Frauen ausgetragen.

## Medaillengewinner

### Herren

#### Canadier
| Disziplin | Gold                             | Zeit      | Silber                            | Zeit      | Bronze                                         | Zeit      |
| --------- | -------------------------------- | --------- | --------------------------------- | --------- | ---------------------------------------------- | --------- |
| C1        | Ungarn Edvin Csabai              | 2:20:02 h | Spanien José Alfredo Bea          | 2:20:16 h | Ungarn Attila Györe                            | 2:23:16 h |
| C2        | Ungarn Edvin Csabai Attila Györe | 2:12:10 h | Ungarn Gabor Furdok Csaba Huttner | 2:14:17 h | Spanien Oscar Grana Blanco Ramon Ferro de Dios | 2:14:35 h |

#### Kajak
| Disziplin | Gold                                                  | Zeit      | Silber                                  | Zeit      | Bronze                                 | Zeit      |
| --------- | ----------------------------------------------------- | --------- | --------------------------------------- | --------- | -------------------------------------- | --------- |
| K1        | Spanien Manuel Busto Fernández                        | 2:34:37 h | Spanien Emilio Merchan Alonso           | 2:34:40 h | Neuseeland Ben Fouhy                   | 2:35:54 h |
| K2        | Spanien Manuel Busto Fernandez Oier Aizpurua Aranzadi | 2:24:43 h | Ungarn Viktor Szakaly Krisztian Szigeti | 2:24:44 h | Spanien Jorge Alonso Santiago Guerrero | 2:28:08 h |

### Damen

#### Kajak
| Disziplin | Gold                                 | Zeit      | Silber                                | Zeit      | Bronze                                  | Zeit      |
| --------- | ------------------------------------ | --------- | ------------------------------------- | --------- | --------------------------------------- | --------- |
| K1        | Vereinigtes Königreich Anna Hemmings | 2:16:20 h | Ungarn Vivien Follath                 | 2:17:14 h | Polen Barbara Przybylska                | 2:17:42 h |
| K2        | Ungarn Renáta Csay Kornelia Szonda   | 2:09:38 h | Südafrika Donia Kamstra Alexa Lombard | 2:09:39 h | Dänemark Mette Barfod Anne Lolk Thomsen | 2:09:43 h |

## Medaillenspiegel
| Rang   | Nation                 | Gold | Silber | Bronze | Gesamt |
| ------ | ---------------------- | ---- | ------ | ------ | ------ |
| 1      | Ungarn                 | 3    | 3      | 1      | 7      |
| 2      | Spanien                | 2    | 2      | 2      | 6      |
| 3      | Vereinigtes Königreich | 1    | 0      | 0      | 1      |
| 4      | Südafrika              | 0    | 1      | 0      | 1      |
| 5      | Dänemark               | 0    | 0      | 1      | 1      |
| 5      | Neuseeland             | 0    | 0      | 1      | 1      |
| 5      | Polen                  | 0    | 0      | 1      | 1      |
| Gesamt | Gesamt                 | 6    | 6      | 6      | 18     |